# Panzer Division Kempf

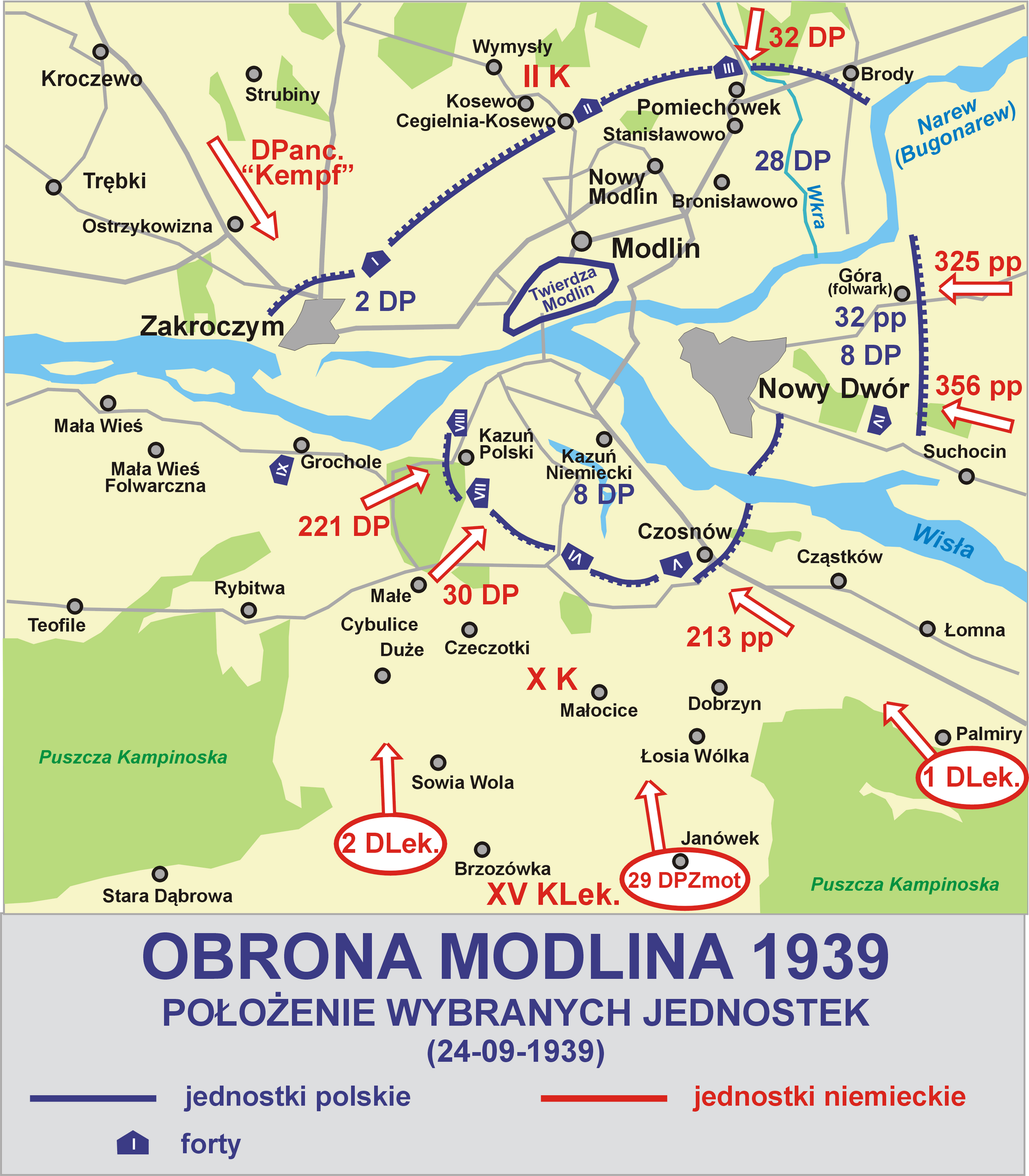
Mapa de la invasión alemana de Polonia

La División Panzer "Kempf" (en alemán: Panzer Division "Kempf"), también Formación Panzer de Prusia Oriental (en alemán: Panzerverband Ostpreußen) fue una formación de armas combinada ad hoc que consistía en personal regular del Ejército alemán y las SS. Fue creada para operaciones fuera de Prusia Oriental durante la invasión de Polonia en 1939. La formación fue generalmente llamada División Panzer "Kempf" después de que el General der Panzertruppe Werner Kempf asumiera el mando, aunque solo representaba la mitad de la fuerza de las otras Divisiones Panzer del momento.
Los componentes de las SS de la misma división cometieron crímenes de guerra contra los judíos, el 6 de septiembre de 1939, y contra los soldados polacos, civiles, incluidos los judíos polacos, durante la masacre de Zakroczym, el 28 de septiembre de 1939.
- Datos: Q701732